# Backhendl

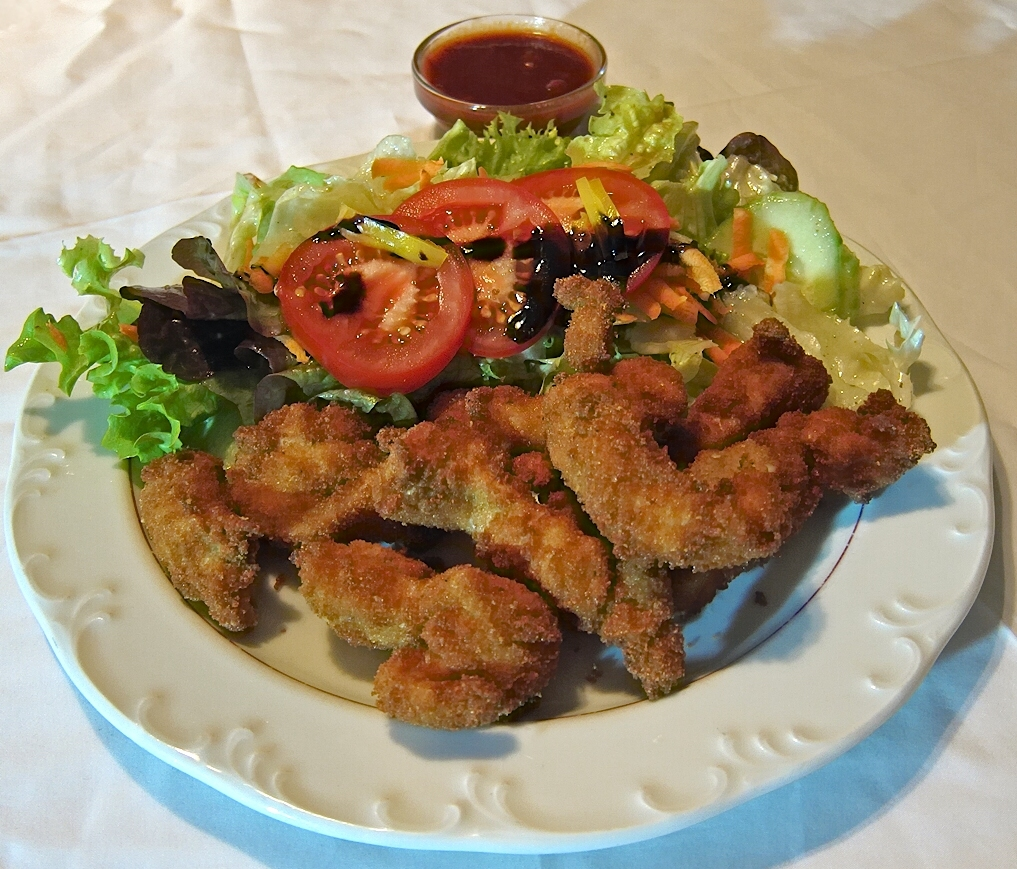
Backhendl mit gemischtem Salat

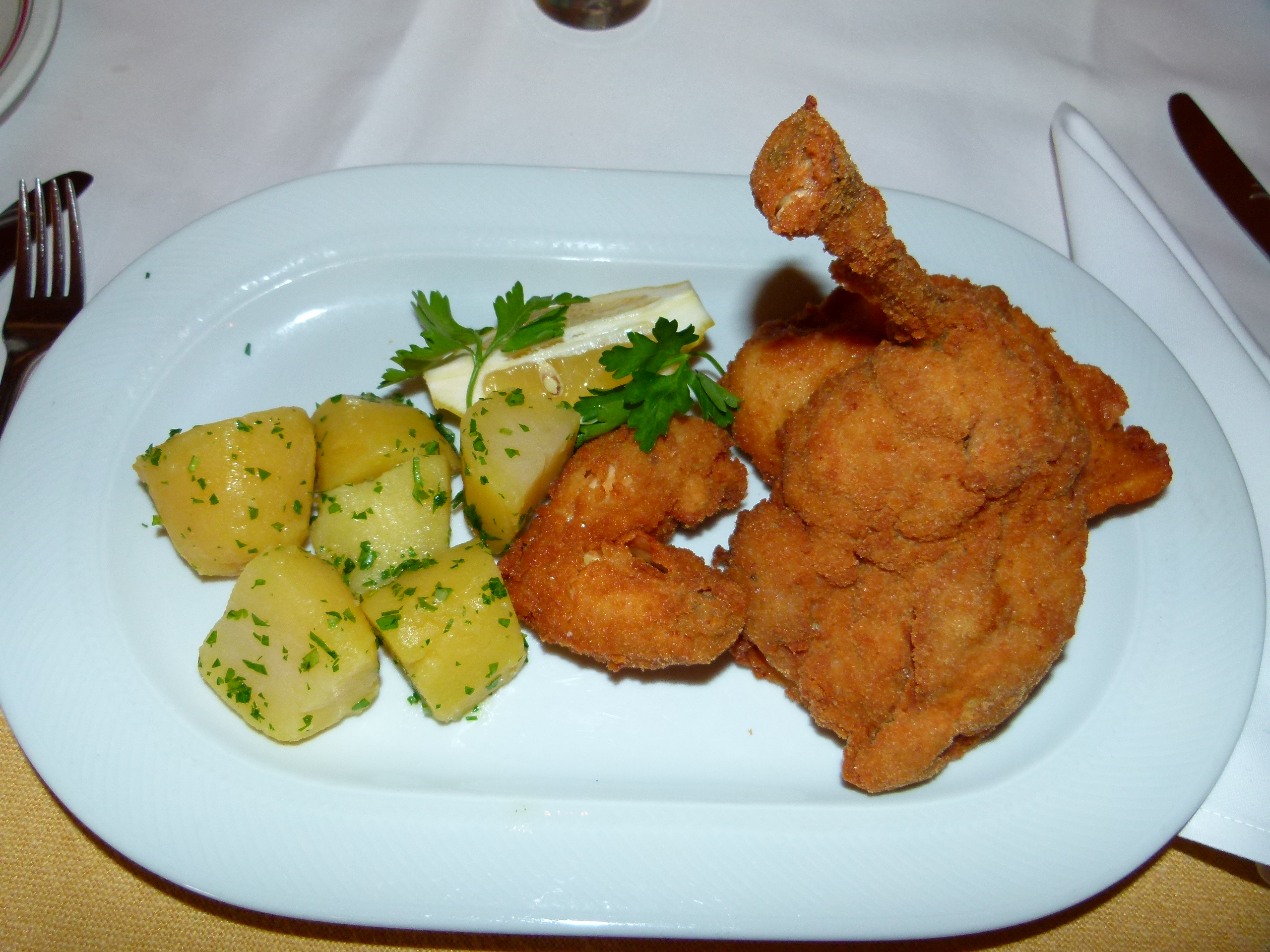
Backhendl in Wien

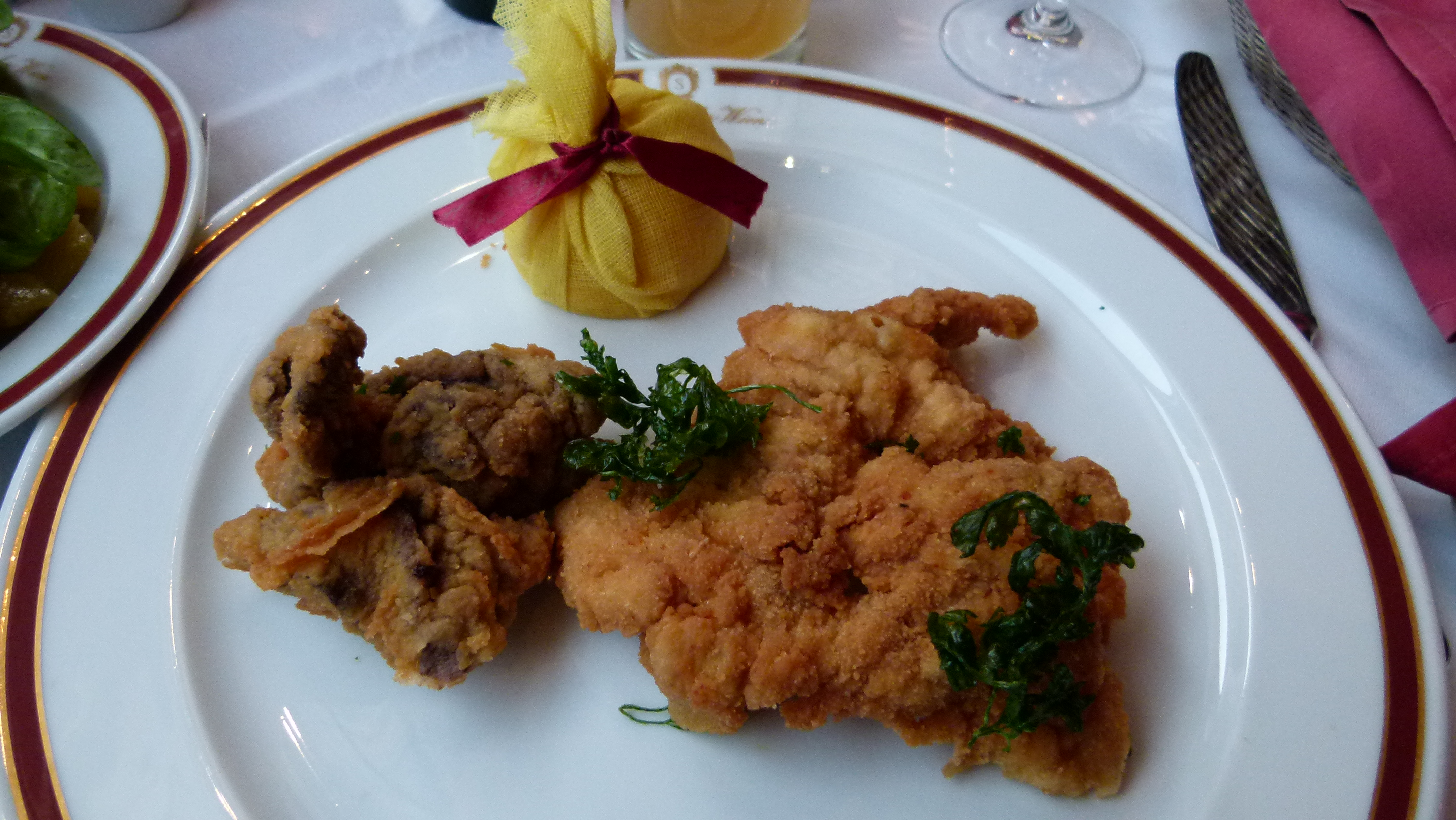
Backhendl im Hotel Sacher Wien, mit gebackener Leber (links)

Backhendl oder Wiener Backhendl (auch: Backhuhn, Backhähnchen, französisch poulet frit à la viennoise) ist seit dem 18. Jahrhundert eine Spezialität der Wiener Küche. Es besteht aus vorbereiteten und gewürzten Teilstücken vom Huhn, die paniert und frittiert oder ausgebacken werden.

## Beschreibung
Zur Zubereitung wird ein kleines junges Hendl (Hendl wienerisch bzw. bairisch für Haushuhn) von Federn und Federkielen (oft mit Hilfe von Gasbrennern) gesäubert (gerupft), ausgenommen, gewaschen, halbiert und dann werden die Brustknochen entnommen. Schließlich sind die Hälften noch einmal – zwischen Brust und Schenkel – zu teilen und die Schenkel beim Gelenk leicht einzuschneiden. Die Flügel sollen gegen den Hals gedreht werden. Die Haut darf nicht abgezogen werden. Franz Maier-Bruck empfiehlt, Hühner mit zäher Haut nicht zu verwenden. Die Hühnerviertel werden gut gesalzen und in Mehl gewälzt, anschließend durch gequirltes Ei (mit einem Kaffeelot Öl geschlagen) gezogen und zuletzt in Semmelbröseln gewendet, um sie schließlich in reichlich Butterschmalz oder Öl auszubacken (entweder in der Fritteuse oder einer Pfanne mit mindestens drei Finger hoch Fett). Als Gewürze könne auch Pfeffer oder Kümmel eingesetzt werden. Einige Rezepte empfehlen auch das Einreiben des Hendls mit etwas Zitronensaft. Traditionell gehören auch Leber, Herz und Magen – ebenfalls paniert und gebacken – zum Gericht. Es gibt auch die Aufteilung in zwei Bruststücke, zwei Haxenteile und die beiden Flügel.
Serviert wird das Backhendl mit frittierten Petersiliensträußchen, geachtelten Zitronen und Blattsalat oder Erdäpfelsalat, teils auch mit Salzerdäpfeln. In der Gastronomie und bei älteren Tieren ist es üblich, die Hühnerstücke vor dem Panieren und Frittieren vorzugaren.
Ursprünglich war die Zubereitung anders: Das Huhn wurde vor dem Backen vollständig entbeint und mit einem Fleischhammer flachgeklopft, so dass es in einer Pfanne gebacken werden konnte. In der Zeit des Biedermeier war das Backhendl Inbegriff der feinen Wiener Küche, der Aristokratie und dem gehobenen Bürgertum vorbehalten.

## Sonstiges
- Mit dem Backhendl wurde sehr oft Friedrich Jahn, der Gründer der Restaurantkette Wienerwald, als Backhendlkönig in Verbindung gebracht.[3]